# Mezquita Azul
La mezquita Azul o mezquita del Sultán Ahmed (en turco: Sultan Ahmet Camii) es una de las grandes mezquitas de Estambul, obra de Sedefkar Mehmet Ağa, discípulo del arquitecto Sinan. Está situada frente a la Gran Mezquita de Santa Sofía, separadas ambas por un jardín, y fue la única de la ciudad con seis alminares hasta la construcción de la mezquita de Çamlıca, inaugurada en 2016. En latín significaba "la casa de la luna" y tardó 4 años desde que mandaron construirla hasta que se empezó a construir, ya que en aquella época había una gran crisis económica y no se disponía del dinero suficiente para construirla.
Es uno de los monumentos más impresionantes del mundo. Se trata de uno de los elementos incluidos en el complejo que construyó Ahmed I para competir con Hagia Sophia.

## Historia

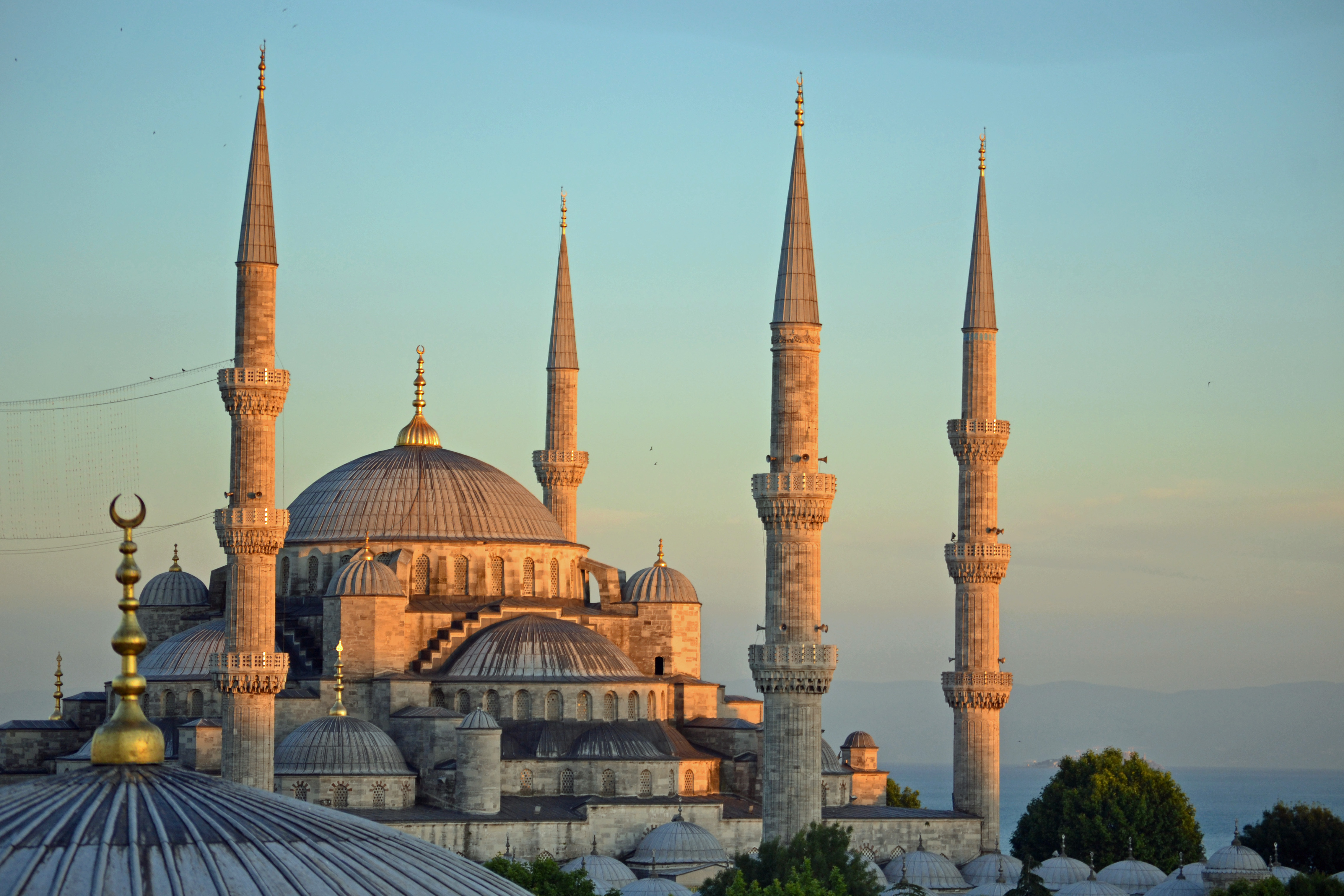
Exterior de la Mezquita Azul.

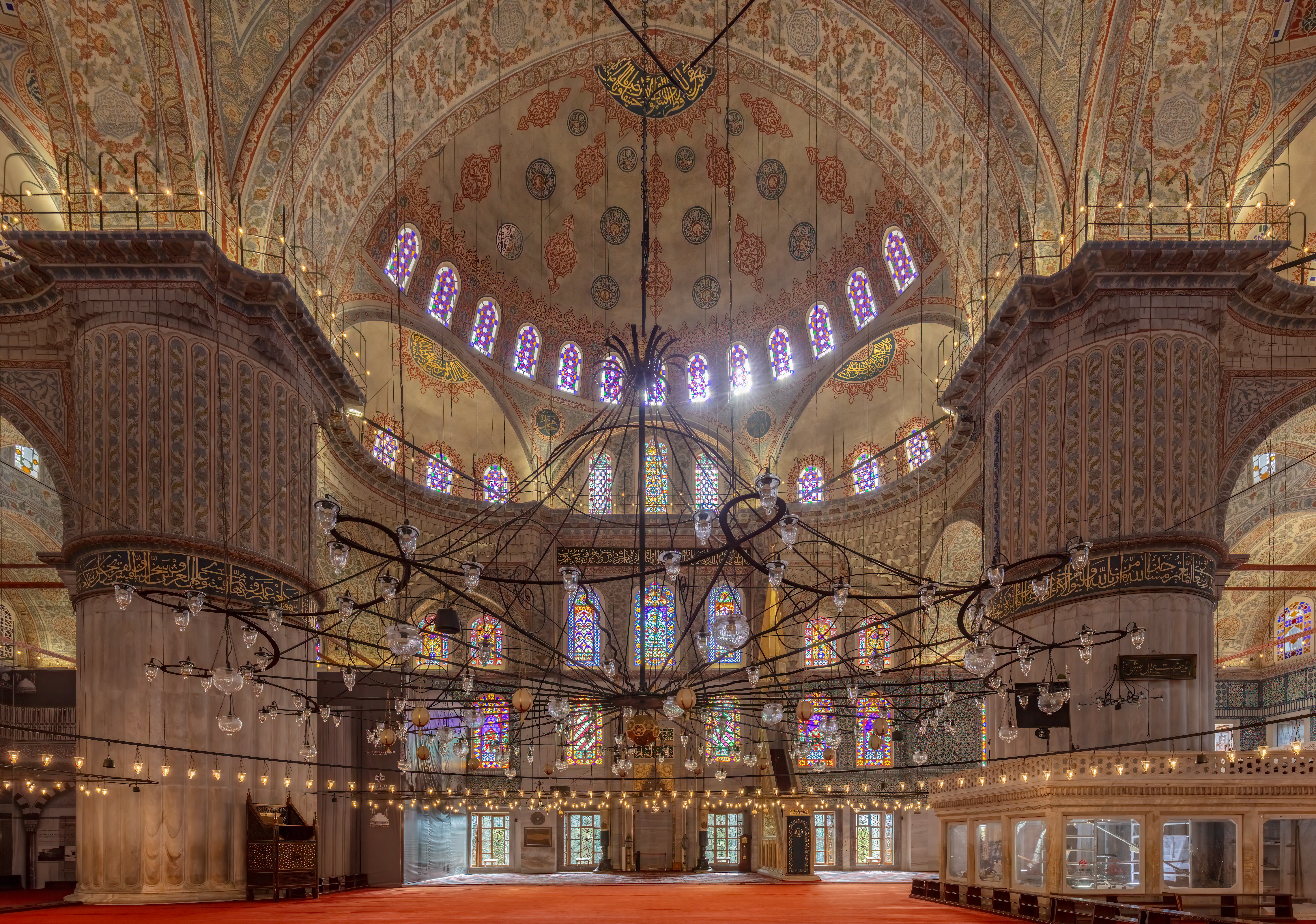
Interior de La Mezquita Azul.

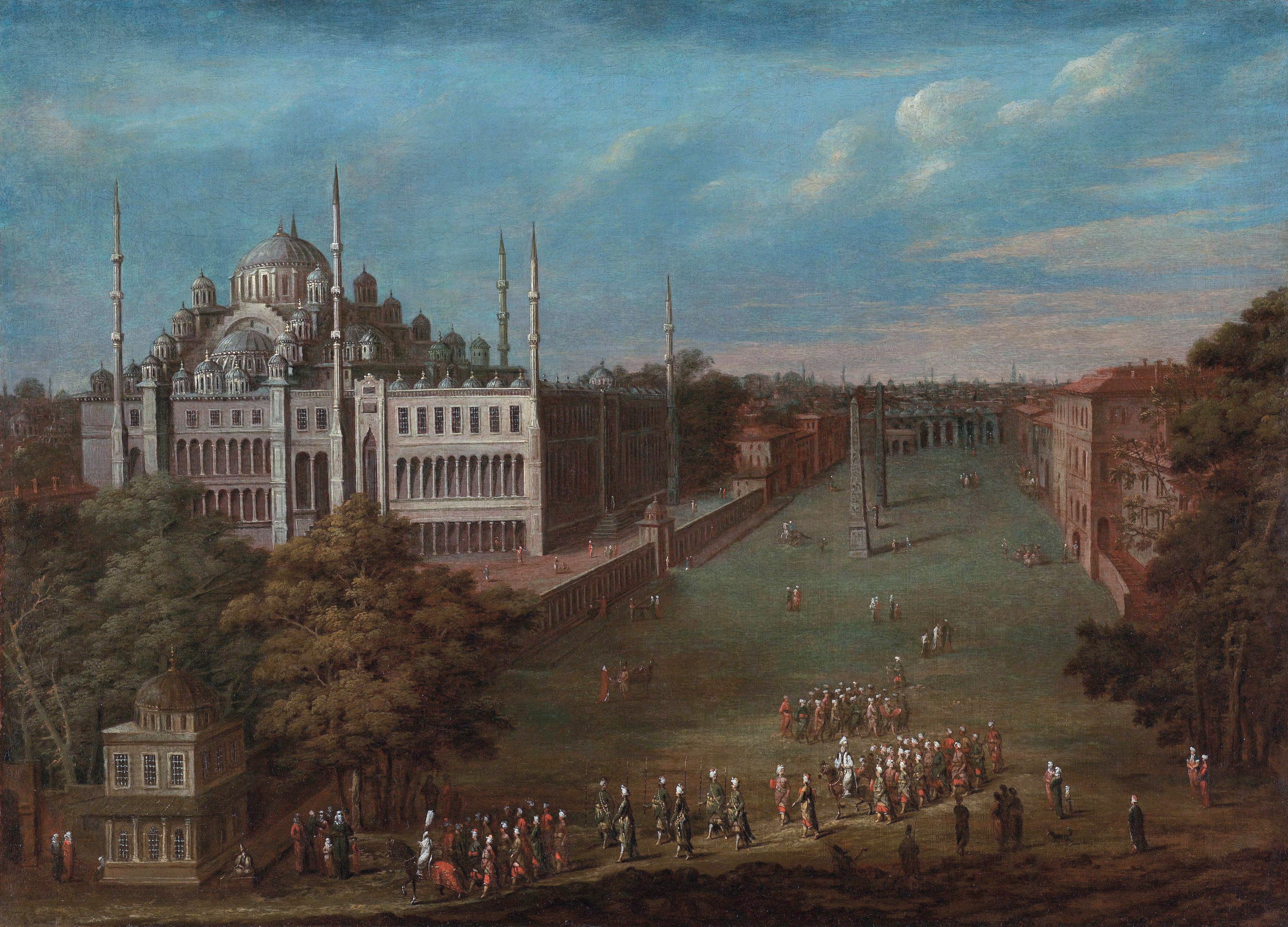
El antiguo Hipódromo de Constantinopla con la Mezquita Azul a la izquierda. Cuadro de Jean-Baptiste van Mour, primera mitad del.

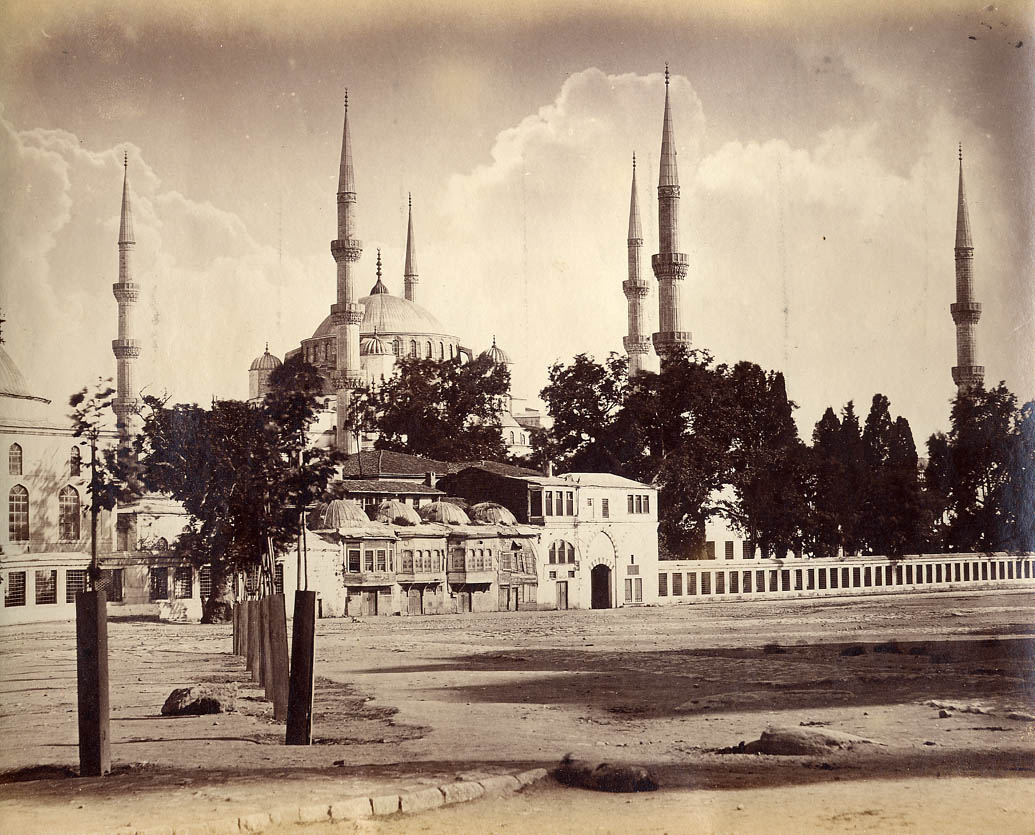
Fotografía de la Mezquita Azul tomada antes de 1895.

Tras la Paz de Zsitvatorok y el resultado negativo de las guerras contra el Imperio safávida, el sultán Ahmed I ordenó construir una mezquita en Estambul para apaciguar a Alá. Fue la primera mezquita imperial que se construyó después de más de cuarenta años. Mientras sus predecesores habían construido mezquitas con el botín de las guerras, el sultán Ahmed I tuvo que retirar los fondos del tesoro, debido a que no había ganado ninguna batalla importante. Este hecho provocó la ira de los ulemas.
La mezquita se construyó en el lugar que ocupaba el Gran Palacio de Constantinopla, frente a Hagia Sophia (en esa época, la mezquita más venerada de Estambul) y el hipódromo, emplazamiento de gran valor simbólico. Gran parte de la cara sureste de la mezquita descansa sobre los cimientos y sótanos del Gran Palacio. Fue necesario comprar, a un precio elevado, diferentes palacios que se encontraban en el mismo lugar y derribarlos, especialmente el palacio de Sokollu Mehmet Paşa, y gran parte del Sphendone (tribuna en forma de U del hipódromo).
La construcción de la mezquita se inició en agosto de 1609. La intención del sultán era que la mezquita Azul fuese la primera mezquita de su Imperio. Encargó las obras al arquitecto Sedefkar Mehmet Ağa, alumno y ayudante principal del conocido arquitecto Sinan. La organización de la construcción se describió meticulosamente en ocho volúmenes, que actualmente se encuentran en la biblioteca del palacio de Topkapı. La ceremonia de inauguración tuvo lugar en 1617 (aunque en la puerta de la mezquita se indica el año 1616) y el sultán rezó en la sala real (hünkâr mahfil). Sin embargo, el edificio no se terminó bajo su sultanato, sino bajo el de Mustafa I.

## Arquitectura

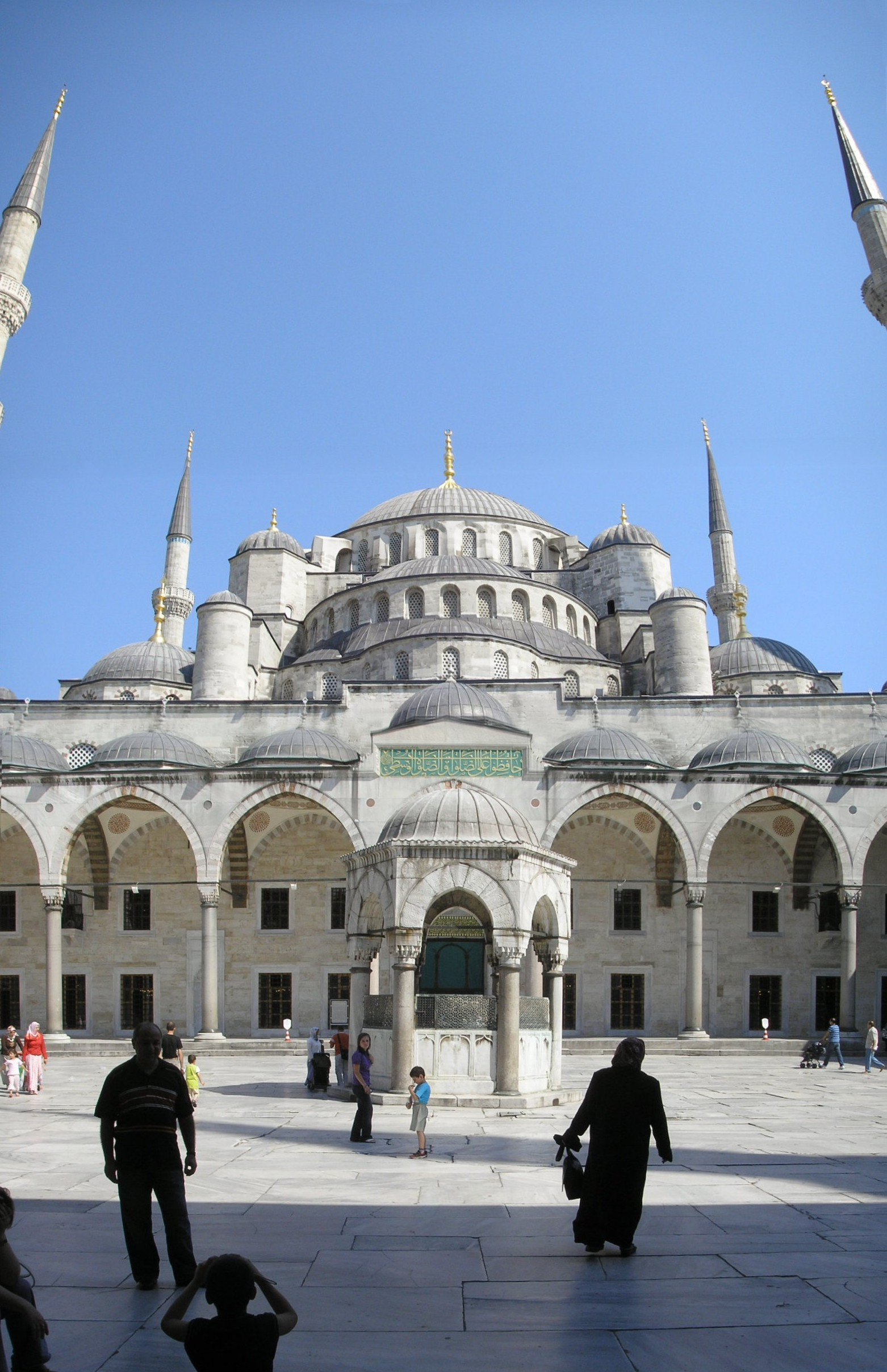
Vista del patio interior.

El diseño de la mezquita Azul es la culminación de dos siglos de evolución de la iglesia bizantina y la mezquita otomana. Mezcla elementos bizantinos de la cercana Hagia Sophia con la arquitectura islámica tradicional, siendo considerada la última gran mezquita del periodo clásico otomano. El arquitecto logró sintetizar las ideas de su maestro, Sinan, en cuanto al impresionante tamaño, majestuosidad y esplendor; sin embargo, no logró aplicar su creatividad en el interior.

### Exterior
Se emplearon grandes cantidades de materiales, especialmente piedra y mármol, lo cual hizo que se agotasen las existencias para otras obras importantes. El trazado de la mezquita es irregular, ya que el arquitecto tuvo que adaptarse a las restricciones del emplazamiento. La fachada principal, que sirve de entrada al edificio, se encuentra frente al hipódromo de Constantinopla. El arquitecto se basó en la mezquita Sehzade (1543-1548) de Estambul, la primera obra a gran escala de Sinan. Cuenta con un sistema ascendente de cúpulas y semicúpulas, cada una de ellas apoyadas en tres exedras, que termina en una gran cúpula central, de 23,5 m de diámetro y 43 m de altura en el centro. Las cúpulas se apoyan en cuatro enormes pilares que recuerdan a los de la mezquita de Selim, en Edirne, obra también de Sinan. Es evidente que Mehmet Paşa tuvo demasiado cuidado con el margen de seguridad de las columnas, ya que perjudicó a las elegantes proporciones de la cúpula. Estas "patas de elefante" constan de varios surcos convexos en el mármol de la base, mientras que la mitad superior está pintada, separada de la inferior mediante una franja con inscripciones doradas. Desde el patio, el perfil de la mezquita resalta por la suave sucesión de cúpulas y semicúpulas. El efecto general del exterior es de armonía visual, dirigiendo la vista hacia el remate de la cúpula central.
La fachada de la entrada se construyó de la misma forma que la de la mezquita de Süleymaniye, a excepción de las torrecillas de las cúpulas de las esquinas. El patio es casi tan grande como la propia mezquita y está rodeado por una galería continua (revak). Cuenta con espacio para la ablución en ambos lados. La fuente hexagonal que se encuentra en el centro es relativamente pequeña comparada con las dimensiones del patio. La monumental puerta de acceso al patio se eleva desde la galería. Su semicúpula cuenta con una delicada estructura en forma de estalactitas, coronada por una pequeña cúpula nervada sobre un tambor de gran altura.
De la parte superior de la entrada oeste al patio cuelga una pesada cadena de hierro. Sólo el sultán podía pasar al patio de la mezquita montando a caballo, por lo que la cadena servía para que el sultán tuviera que inclinarse cada vez que entraba al patio, gesto simbólico de humildad ante Alá.

### Interior

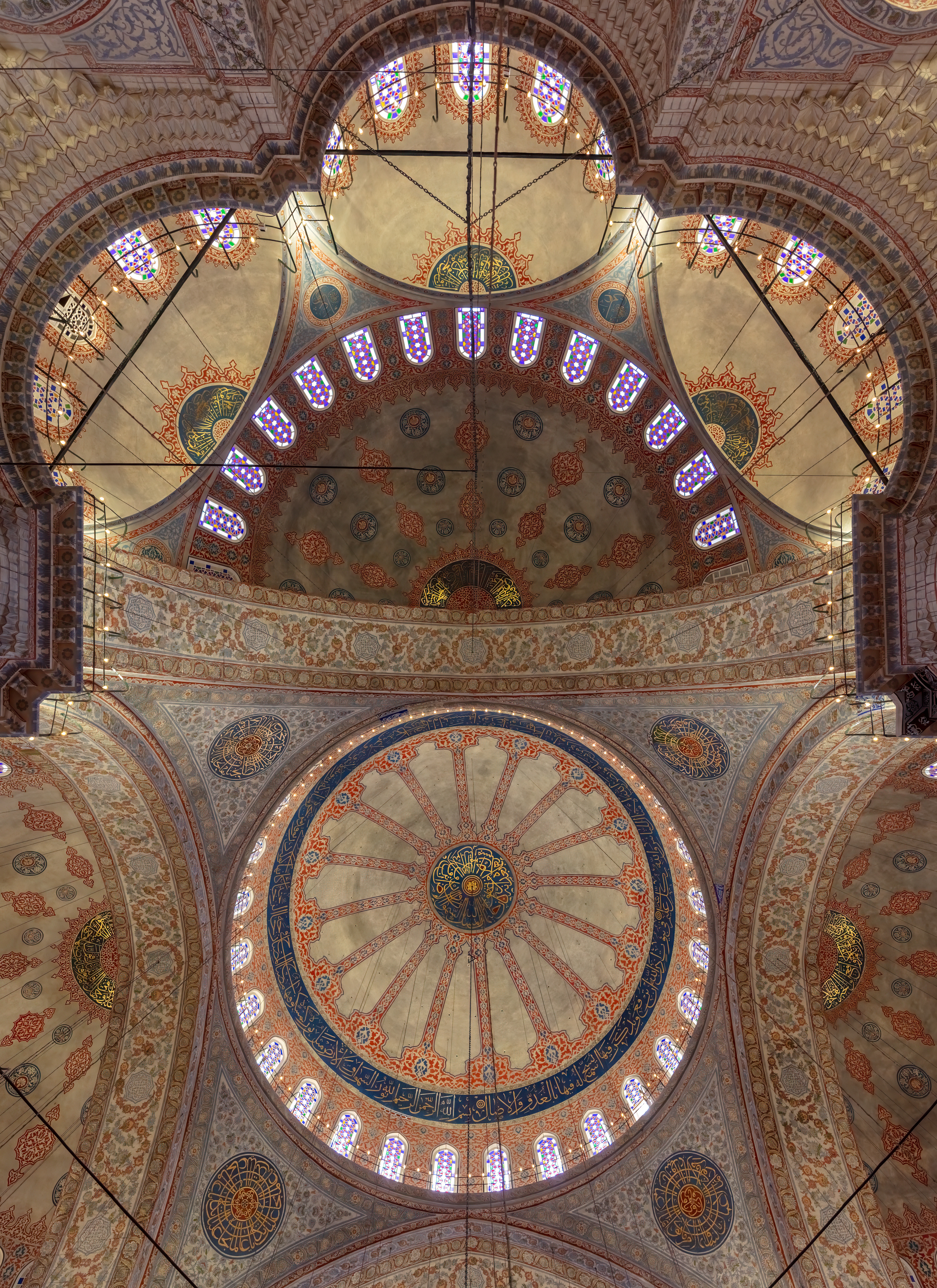
Techo de la Mezquita Azul.

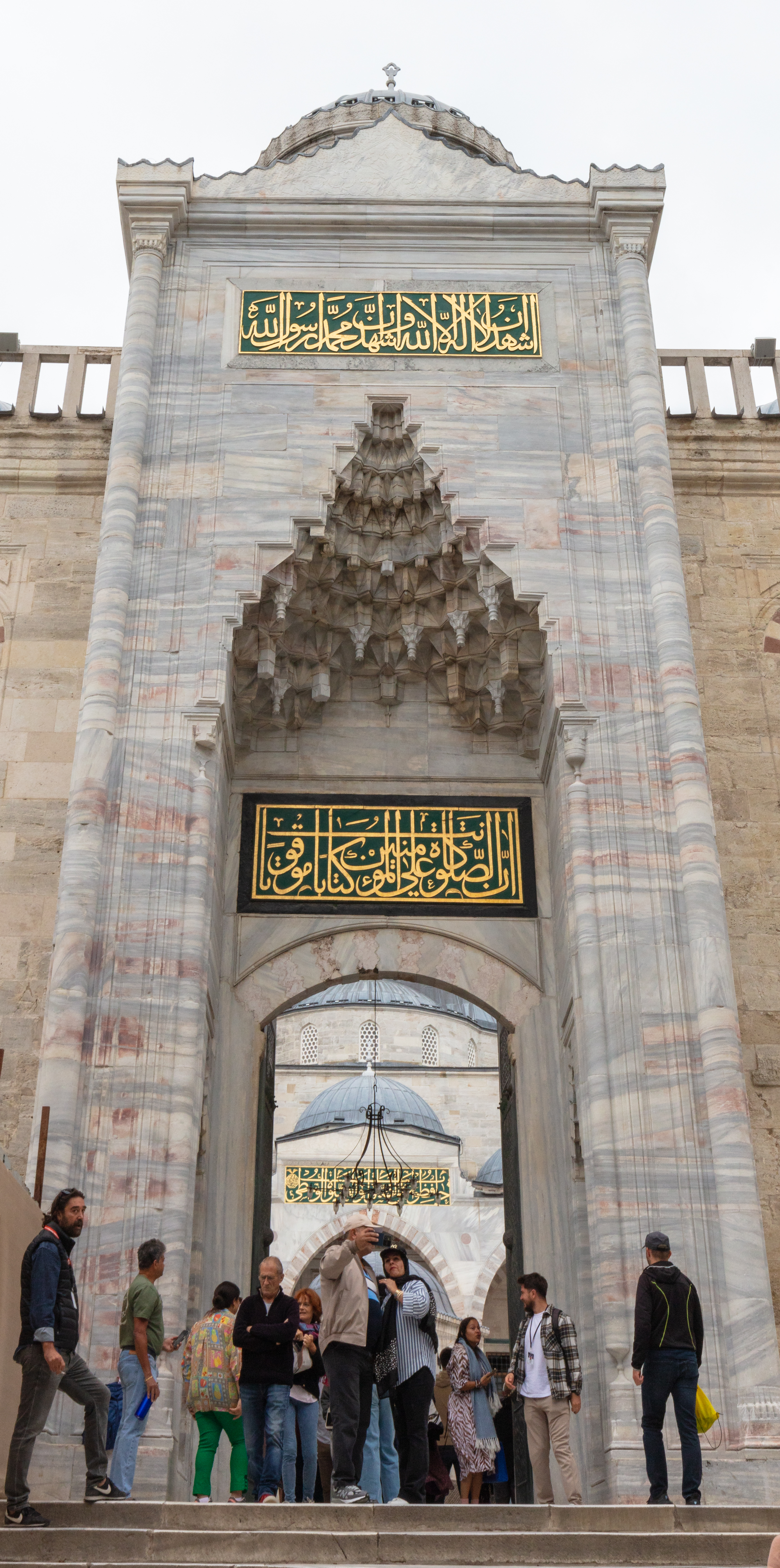
Acceso al patio.

En la parte inferior y en cada pilar, el interior de la mezquita está revestido con más de 20.000 azulejos de cerámica hechos a mano, fabricados en İznik (la antigua Nicea) con más de cincuenta diseños diferentes de tulipanes. Los azulejos de los niveles inferiores cuentan con un diseño tradicional, mientras que en las galerías, éste es más llamativo, con representaciones de flores, frutas y cipreses. Se llevaron a cabo bajo la supervisión del maestro ceramista Kaşıcı Hasan, de İznik, y Mustafa Mersin Efendi, de Avanos. Sin embargo, el dinero que podían gastar los constructores en los azulejos estaba fijado mediante decreto del sultán, mientras que el precio de los azulejos aumentó con el paso del tiempo. Por ello, los azulejos que se utilizaron durante los últimos años eran de menor calidad. Los colores han perdido la intensidad original y han cambiado (el rojo se ha vuelto marrón y el verde se ha convertido en azul, adquiriendo además manchas blancas), y el vidriado ha perdido el brillo. Los azulejos de la terraza trasera se reutilizaron y provienen del harén del Palacio de Topkapı, cuando se incendió en 1574.
Los niveles superiores del interior están dominados por las pinturas de color azul, todas ellas de una calidad pobre. La luz natural entra a través de más de 200 vidrieras de complejos diseños, a la vez que diversas lámparas de araña proporcionan luz adicional. En las lámparas hay huevos de avestruz que se colocaron para evitar que las arañas entraran en la mezquita e hicieran telarañas. La decoración incluye versos del Corán, muchos de ellos realizados por Seyyid Kasim Gubari, considerado el mejor calígrafo de su época. El suelo está cubierto de alfombras que donan los fieles y que se sustituyen a medida que se van desgastando. Los numerosos ventanales aportan a la mezquita la sensación de un mayor espacio interior. Los ventanales de la parte inferior están decorados con opus sectile. Cada exedra cuenta con cinco ventanas, algunas de ellas ciegas. Cada semicúpula tiene 14 ventanas y la cúpula central, 28 (cuatro de ellas, ciegas). Las vidrieras de las ventanas fueron un regalo de la Signoria de Venecia al sultán. La mayor parte de las vidrieras se han sustituido por versiones modernas de poca importancia.
El elemento más importante del interior de la mezquita es el mihrab, de mármol finamente esculpido, con una hornacina y un panel doble con inscripciones. Las paredes adyacentes están cubiertas de azulejos. Sin embargo, las numerosas ventanas alrededor del mihrab lo hacen menos espectacular. A la derecha del mihrab se encuentra el minbar, donde el imám se coloca cuando dirige el sermón durante el rezo de los viernes o las festividades. La mezquita está diseñada para que, cuando está llena de gente, todos puedan ver y oír al imán.
El Pabellón Real se encuentra en la esquina sureste. Consta de una plataforma, una logia y dos pequeñas habitaciones reservadas. A través de ellas, se accede a la sala real de la galería superior sureste de la mezquita. Estas habitaciones se convirtieron en la sede del Gran Visir durante la supresión del cuerpo de Jenízaros en 1826. La sala real (hünkâr mahfil) cuenta con diez columnas de mármol y su propio mihrab, decorado en el pasado con una rosa de jade y oro y cien Coranes sobre atriles dorados y con incrustaciones.
En el pasado, las numerosas lámparas que iluminan el interior estaban cubiertas de oro y gemas. Entre las lámparas de cristal, se encontraban huevos de avestruz y bolas de vidrio. Todas estas decoraciones se han retirado o instalado en museos.
Las lápidas de las paredes tienen los nombres de los califas y versos del Corán, grabados inicialmente por el calígrafo Ametli Kasım Gubarım (siglo XVII), aunque se han restaurado en diversas ocasiones.

### Minaretes

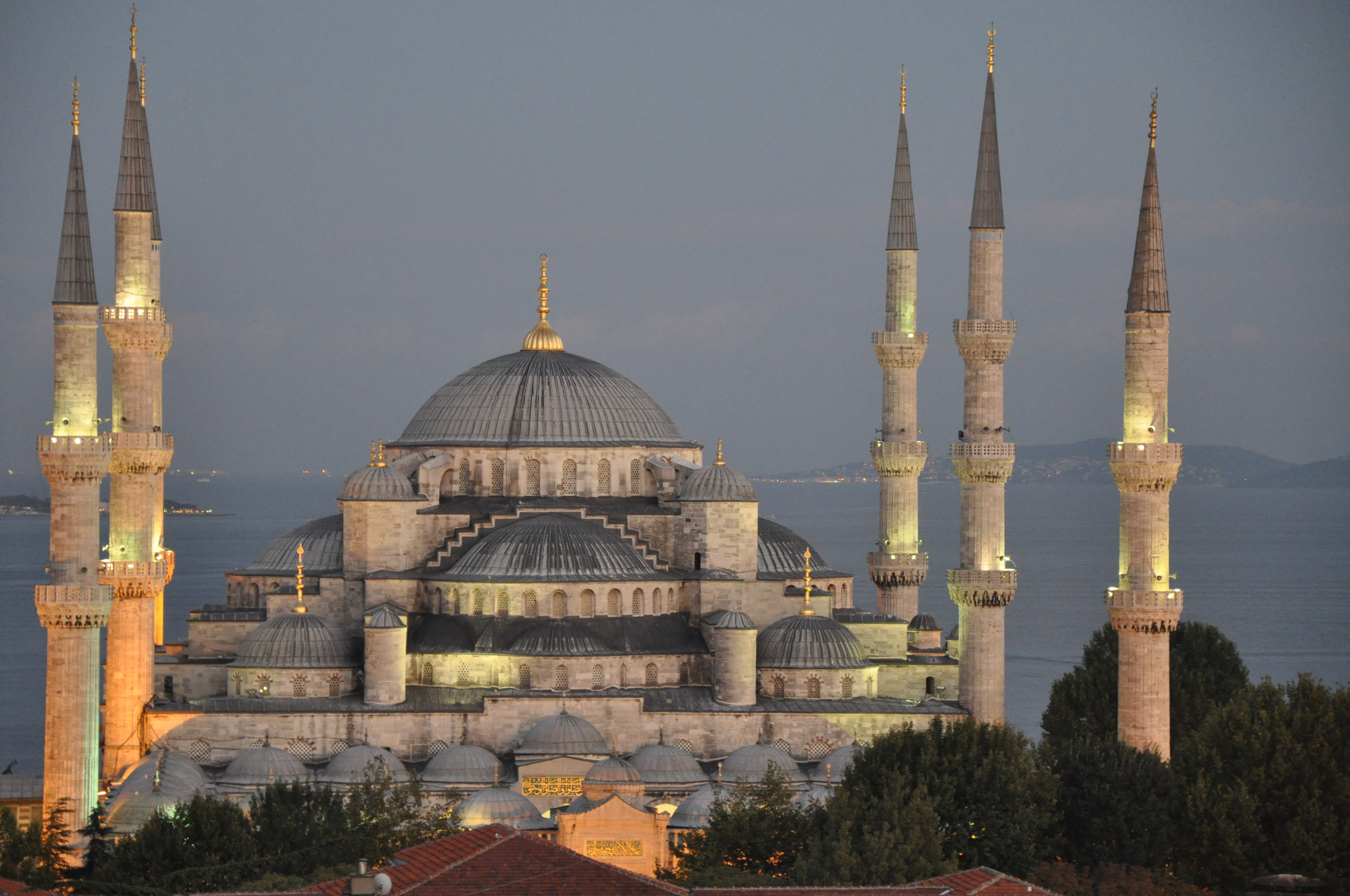
La Mezquita Azul y sus seis minaretes.

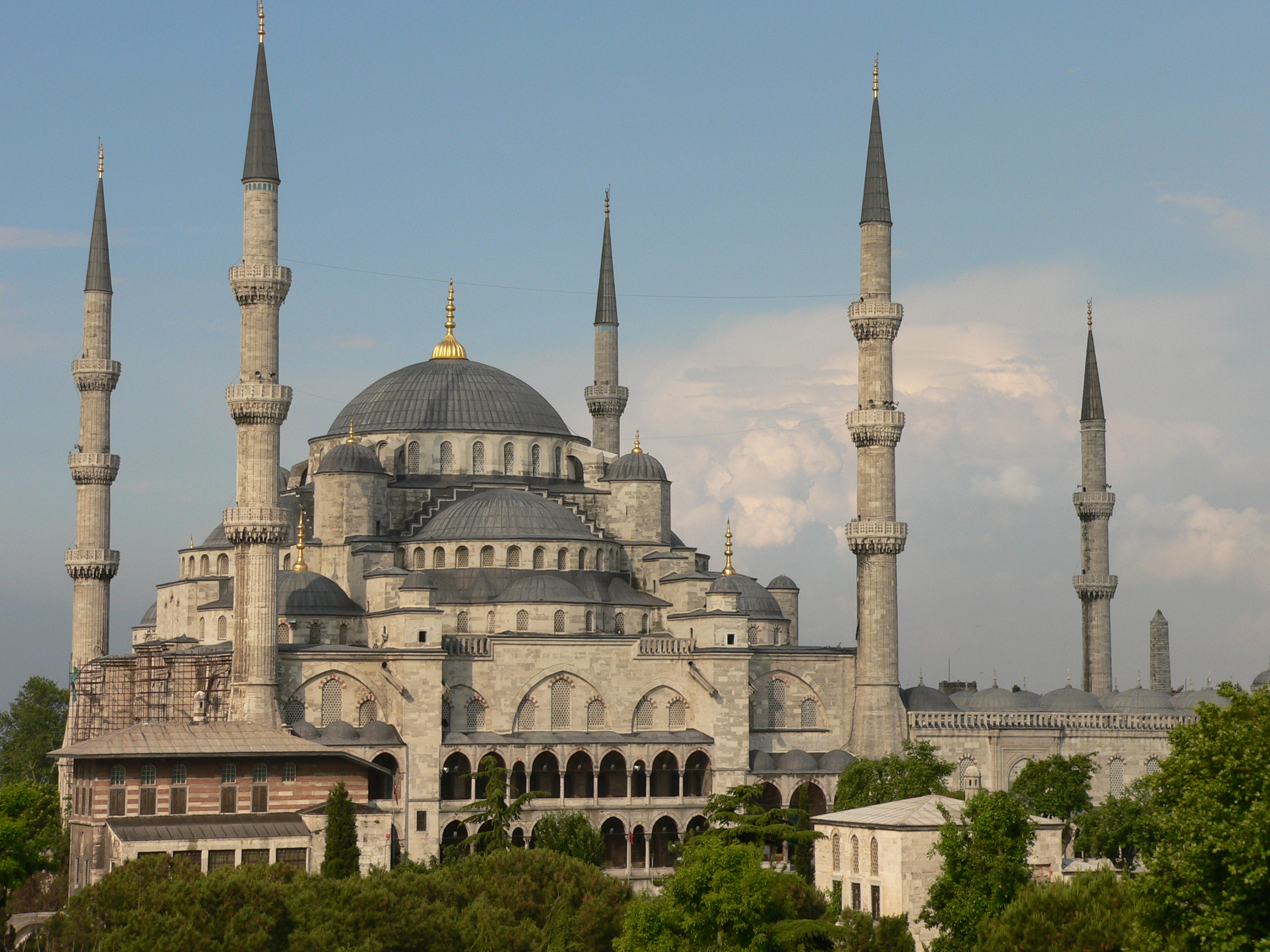
La Mezquita Azul y sus seis minaretes.

La Mezquita Azul es una de las 5 mezquitas de Turquía que cuentan con seis minaretes (junto con la Mezquita de Sabanci en Adana, la de Hz. Mikdat en Mersin y así como las de Çamlıca y la Mezquita Verde de Taşoluk ubicadas en Estambul). Cuando se supo el número de minaretes que tendría la mezquita, se criticó al sultán por presuntuoso, ya que, en aquel momento, era el mismo número de minaretes que la mezquita de la Kaaba, en La Meca. El sultán solucionó el problema construyendo un séptimo minarete en la mezquita de La Meca.
Cuatro de los minaretes se encuentran en las esquinas de la mezquita. Son estriados y con forma de lápiz, y cuentan con tres terrazas (ṣerefe) con ménsulas, mientras que los otros dos, al final del patio delantero, sólo tienen dos terrazas.
Hasta hace poco tiempo, el almuédano tenía que subir mediante una estrecha escalera de caracol cinco veces al día para llamar a la oración. Hoy en día, se utiliza megafonía y la llamada se puede oír en la parte antigua de la ciudad, gracias a otras mezquitas cercanas.